# Adriaan van Well
Adrianus Johannes Maria (Adriaan) van Well (Zegwaart, 24 december 1898 – Den Haag, 19 augustus 1967) was een Nederlands ondernemer, bekend als oprichter van de supermarktketen Spar in 1932.

## Levensloop en de Spar
In 1880 was zijn grootvader Antonius van Well in Zegwaart een winkel begonnen met alcoholische drank en kruidenierswaren die zijn vader Louis later overnam en die als grossier dergelijke goederen ook aan kruideniers in de regio verkocht.
Van Well nam die handel in de jaren dertig over, in de crisisjaren. Naar Amerikaans voorbeeld kwam hij met een plan waarbij winkeliers niet alleen samen inkopen maar ook bij de verkoop en reclame samenwerken; een plan dat tot dan in Europa niet of nauwelijks was geprobeerd. Hij was op dit idee gekomen, door een artikel van Johan Frederik ten Doesschate in een vakblad voor grossiers. Ten Doesschate stelde dat "door samen in te kopen en reclame te maken de kosten daalden. En met minder vertegenwoordigers in de winkel was er meer tijd voor verkoop. De grossiers zouden minder last hebben van kleine orders."
In juni 1932 besloten 16 Zuid-Hollandse winkeliers om deel te nemen aan dat plan waarvoor Van Well de spar als symbool heeft gekozen omdat die boom het hele jaar door groen blijft. Later werd er een motto bij gekozen: "Door Eendrachtig Samenwerken Profiteren Allen Regelmatig": de Spar. Voor de grap werd in het bedrijf soms opgemerkt dat het motto ook had kunnen luiden: Door Eendrachtig Samenwerken Profiteert Adriaan Regelmatig.
Het concept van het vrijwillig filiaalbedrijf sloeg aan en in 1934 werd een gemeenschappelijk hoofdkantoor geopend. Vanaf 1947 werden er ook in België vestigingen geopend gevolgd door Spar-winkels in West-Duitsland en andere landen.  Van Well richtte Spar International op in 1953 te Amsterdam.

## Onderscheidingen
- Tijdens het 25 jarig bestaan van de Spar, op 27 Juni 1957, werd Adriaan van Well benoemd tot Ridder in de Orde van Oranje Nassau.[4]
- Op 14 November 1957 werd hij benoemd tot Ridder in de Kroonorde van België.

## De Spar na van Well's overlijden
Toen hij in 1967 op 68-jarige leeftijd overleed waren er in 15 landen Spar-winkels met een totale omzet van 8 miljard gulden. Adriaan van Well liet zijn vrouw Huberta van Well-Wubben, zes zonen en twee dochters achter. Zijn vier oudste zonen hebben Spar Zuid-Holland voortgezet onder de naam Koninklijke A.J.M. van Well BV. In 1987 werd Spar Zuid-Holland overgenomen door Schuitema NV.
In 2007 krijgen Sperwer (Plus Holding BV) en Sligro Food Group beide 45 procent van de aandelen in de Nederlandse Spar-holding in handen. De resterende tien procent is in handen van de Spar-ondernemers. In 2022 heeft Spar International een omzet gehaald van 43,5 miljard euro met ruim 14.000 winkels in 48 landen, waarvan in Nederland 453 winkels.
In 2011 werd er een borstbeeld van Adriaan van Well onthuld, ter gelegenheid van de opening van het nieuwe gebouw van de Spar Holding te Waalwijk. Het werd vervaardigd door de Nederlandse beeldhouwster Lia Krol.
Op 24 juni 2016, bijna 50 jaar na zijn overlijden, is er in Zoetermeer een straat vernoemd naar Adriaan van Well.